# Familiewapen

Onderdelen van een wapen: (1) Schild (2) Helm (3) Dekkleden (4) Wrong (5) Helmteken

Een familiewapen is sinds de middeleeuwen het onderscheidende kleur- en vormrijk beeldmerk van een familie of persoon, uitgebeeld op een wapenschild. Een familiewapen kan voor naamdragende afstammelingen erfelijk of persoonlijk zijn. 

## Achtergrond
In sommige families dragen alle leden van de familie hetzelfde wapenschild. In andere geslachten worden ter onderscheid kleine veranderingen zoals schildzomen en barenstelen met tekens op de steel op het wapen van de "cadetten" van de familie aangebracht.
In Schotland wordt een familiewapen als een contradictio in terminis beschouwd; een wapenschild wordt daar geacht uniek te zijn, zodat elk lid van een familie een ander wapen heeft.
In Vlaanderen, net zoals in Nederland kan iedereen een wapen voeren mits men geen wapen van een ander overneemt.
In Vlaanderen worden sinds 1973 wapens van personen en familieverenigingen bij het Heraldisch College van Familiekunde Vlaanderen geregistreerd. Deze geregistreerd tussen 1973 en 2023 werden gepubliceerd in: Wapenboek van het Heraldisch College 1973-2023. Sinds 1998 kunnen in Vlaanderen wapens van (rechts)personen en instellingen ook bij de Vlaamse Heraldische Raad geregistreerd worden. Deze geregistreerd tussen 2000 en 2020 werden gepubliceerd in: Wapenboek 2000-2020. Vlaamse Heraldische Raad.
In België wordt aan personen aan wie de koning een adelbrief verleent, door de Raad van Adel ook een wapen toegekend. De adelbrieven en wapens verleend tussen 1951 en 2013 werden gepubliceerd in: Lettres de Noblesse, octroyées par Sa Majesté Baudouin Roi des Belges (1951-1991), Brussel, 1991; idem, Seconde Partie (1991-1993), Brussel, 1993; Adelbrieven verleend door Z.M. Albert II, Koning der Belgen / Lettres Patentes de Noblesse, octroyées par S.M. Albert II, Roi des Belges, 1993-2000, Tielt, 2001; idem, 2001-2008, Tielt, 2010;  idem, 2009-2013, Wijnegem, 2015.
De wapens van adellijke families worden in Nederland door de overheid beschermd en staan geregistreerd bij de Hoge Raad van Adel. Ook iedereen die niet van adel is kan een wapen aannemen en laten registreren mits het ontwerp voldoet aan de regels van de heraldiek. Dat kan een oud of nieuw wapen zijn. Deze kunnen bij diverse instellingen geregistreerd worden:
- Fryske Rie foar Heraldyk
- Nederlands Genootschap voor Heraldiek
- Nederlandse Genealogische Vereniging

Het CBG registreert sinds 2014 geen wapens meer, maar heeft nog wel een uitgebreide databank. Het is tevens mogelijk een wapen te laten registreren als merk bij het Benelux-Bureau voor de Intellectuele Eigendom.